# Chabry i miasta
Chabry i miasta (Chrpy a města) – poemat czeskiego poety Vítězslava Nezvala, będący utworem tytułowym tomiku wydanego w 1955. Utwór przełożył na język polski Jarosław Iwaszkiewicz.